# Cobordisme
En topologie différentielle, le cobordisme est une relation d'équivalence entre variétés différentielles compactes. Deux variétés compactes M et N sont dites cobordantes ou en cobordisme si leur réunion disjointe peut être réalisée comme le bord d'une variété à bord compacte L. On dit alors que cette variété L est un cobordisme entre M et N, ou bien que L réalise un cobordisme entre M et N. L'existence d'un tel cobordisme implique que M et N soient de même dimension.
À proprement parler, le cobordisme n'est pas une relation d'équivalence car la classe des variétés différentielles d'une dimension donnée n n'est pas un ensemble. Toutefois, le fait que deux variétés M et N soient cobordantes dépend uniquement de la classe de difféomorphismes de ces variétés. Le cobordisme définit une relation d'équivalence sur l'ensemble des variétés différentielles de dimension n identifiées à difféomorphisme près.
Par convention, une variété est supposée dénombrable à l'infini. Chaque compact peut être recouvert par un nombre fini de domaines de cartes locales, et chaque domaine s'identifie à un ouvert de Rn. Une variété différentielle a donc la puissance du continu. La classe des variétés différentielles de dimension n identifiées à difféomorphisme près s'obtient comme un quotient de l'ensemble des structures de variétés différentielles de dimension n sur l'ensemble R.
Il existe une relation plus fine que le cobordisme pour les variétés différentielles orientées. Une orientation sur une variété à bord induit une orientation sur le bord. Pour une variété différentielle orientable connexe M, il existe exactement deux orientations distinctes. Si une de ces orientations est spécifiée, M est dite par abus de langage orientée. On note alors {\displaystyle {\overline {M}}} la variété M munie de la seconde orientation. Deux variétés compactes orientées M et N sont dites cobordantes lorsqu'il existe une variété à bord compacte et orientée W dont le bord est la réunion disjointe de {\displaystyle {\overline {M}}} et de N. On dit que W est un cobordisme orienté entre M et N.
Il existe aussi d'autres notions de cobordisme abordées plus en avant dans l'article.
À partir de la section suivante, on suppose variété différentielle compacte.

## Exemples de cobordismes

### En dimension 0
Les variétés de dimension 0 sont exactement les « ensembles finis » de points[réf. nécessaire]. Les difféomorphismes sont les bijections. À difféomorphisme près, elles sont classifiées par leur cardinal. Une variété à bord compacte de dimension 1 est simplement une réunion finie disjointe de copies du segment [0,1] et de copies du cercle. L'utilisation de segments permet par un cobordisme d'annuler un nombre pair de points. Par contre, un point n'est pas en cobordisme avec une paire de points. De fait, deux ensembles finis sont en cobordisme ssi leurs cardinals ont même parité.
Comme toute variété connexe, un point a exactement deux orientations, symbolisées par un signe (+ ou −). Une variété orientée de dimension 0 est une collection finie de signes + et −. L'utilisation de copies du segment orienté [0,1] permet par un cobordisme orienté d'annuler un signe + avec un signe −, ou au contraire de créer un signe + et un signe −. Le nombre de signes + moins le nombre de signes −, appelé signature, est invariant par cobordisme orienté.

### En dimension 1

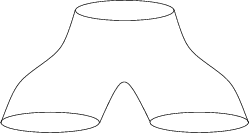
Un cobordisme entre un cercle (partie supérieure) et une union de deux cercles disjoints (partie inférieure).

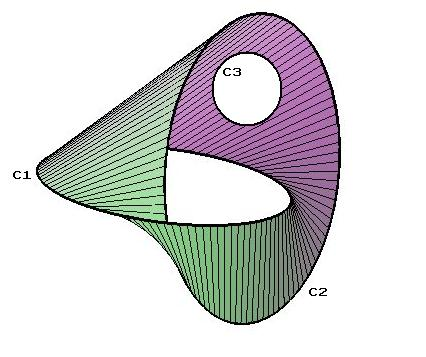
Un cobordisme entre un cercle (C3) et une union de deux cercles disjoints enlacés (C1 et C2).

L'unique variété connexe de dimension 1 est à difféomorphisme près le cercle. De fait, une variété de dimension 1 est une somme disjointe d'un nombre fini de cercles. Le pantalon (en) réalise un cobordisme entre un cercle et une union de deux cercles (voir figures ci-contre). Par une récurrence immédiate, toute union disjointe d'un nombre fini de cercles est à son tour cobordante à un cercle. Le cobordisme en dimension 1 n'apporte aucune information.

### En dimension supérieure
- Toute hypersurface compacte de Rn borde un domaine compact. En soustrayant une boule fermée à un tel domaine, toute hypersurface compacte de Rn est cobordante à la sphère Sn-1.
- Toute surface compacte orientable de dimension 2 se réalise comme une hypersurface compacte de R3. L'exemple précédent montre que toutes les surfaces orientables de dimension 2 sont cobordantes. Le cobordisme ne donne pas d'informations sur le genre.
- Toute variété orientable de dimension 3 est cobordante à la sphère S3 (ou à l'ensemble vide, cela revient au même). Le résultat est faux en dimension supérieure.

## Contraintes
Il existe des contraintes de nature homologique empêchant deux variétés d'être cobordantes. Ces contraintes utilisent les classes caractéristiques,.

### Nombres de Stiefel-Whitney
- Toute classe caractéristique à coefficients dans Z/2Z s'écrit (de manière unique) comme un polynôme en les  classes de Stiefel-Whitney .
- À toute partition s de n et à toute variété différentielle M de dimension n est associé le nombre de Stiefel-Whitney (en) ws(M) dans Z/2Z.

Théorème de Pontriaguine — Si deux variétés M et N de même dimension sont cobordantes, alors elles ont les mêmes nombres de Stiefel-Whitney.
Théorème de Thom — Si deux variétés de même dimension ont mêmes nombres de Stiefel-Whitney, alors elles sont cobordantes.

## Théorème du h-cobordisme
Le théorème du h-cobordisme permet de comprendre le cobordisme en termes de recollements et de constructions topologiques. Sa preuve s'appuie sur l'utilisation des fonctions de Morse et des rudiments de la théorie de Morse.

## Cobordisme entre variétés de contact
Une variété de contact est une variété de dimension impaire N, munie d'une forme différentielle {\displaystyle \alpha } telle que {\displaystyle \alpha \wedge (d\alpha )^{n}} soit une forme volume. Elle est dite :
- Bord convexe d'une variété symplectique {\displaystyle (M,\omega )} de dimension 2n + 2, lorsqu'elle est réunion de composantes connexes du bord de M au voisinage desquelles il existe un champ de Liouville sortant ;
- Bord concave d'une variété symplectique {\displaystyle (M,\omega )} de dimension 2n + 2, lorsqu'elle est réunion de composantes connexes du bord de M au voisinage desquelles il existe un champ de Liouville rentrant.

Deux variétés de contact {\displaystyle (N_{1},\alpha _{1})} et {\displaystyle (N_{2},\alpha _{2})} sont dites cobordantes lorsqu'il existe une variété symplectique {\displaystyle (M,\omega )} dont la frontière est la réunion disjointe de {\displaystyle N_{1}} et {\displaystyle N_{2}} réalisées comme bords concaves et convexes respectivement.